# Ljustjärnen (Fjällsjö socken, Ångermanland)
Ljustjärnen är en sjö i Strömsunds kommun i Ångermanland och ingår i Ångermanälvens huvudavrinningsområde.